# Vasili Zaviálov

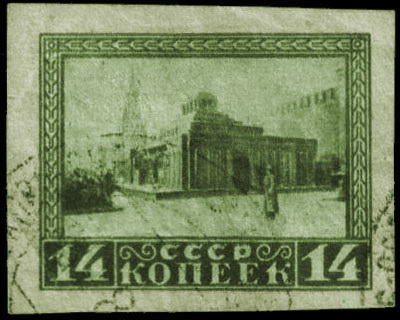
Mausoleo de Lenin. URSS, 1925.

Vasili Vasílievich Zaviálov (en ruso: Василий Васильевич Завьялов; 1906-1972) fue artista ruso soviético, uno de los primeros creadores de más de 600 estampillas de la URSS.